# Générateur de Marx

Vue Nord--Ouest du générateur de Marx, simulateur de rayonnement gamma pulsé Aurora (Adelphi, Comté du Prince George, dans le Maryland) ; le premier de sa taille et de sa capacité, offrant un nouveau plateau de simulation au domaine nucléaire militaire. Dans la première moitié de sa vie, il a surtout servi aux agences militaires et à certains de leurs sous-traitants pour tester des ogives de missiles balistiques intercontinentaux et des ensembles complets d'électronique d'armes critiques (nucléaires stratégiques et tactiques) ; Lors de la seconde moitié de sa vie, on a élargi ses capacités pour tester le ' durcissement ' d'autres systèmes, satellitaires notamment.

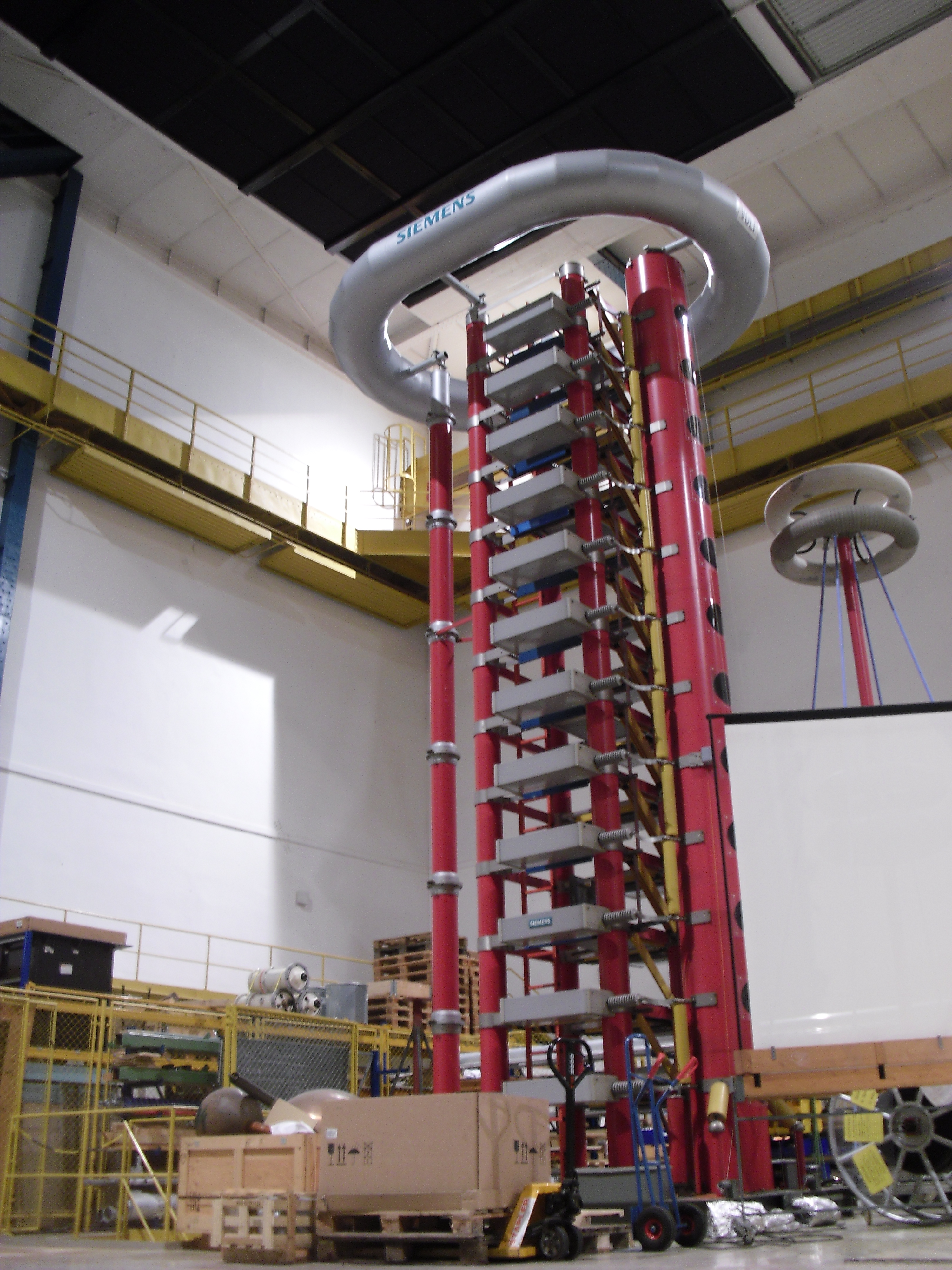
Un générateur de Marx

Le générateur de Marx est un circuit électrique destiné à produire une impulsion de haute tension. Il a été décrit pour la première fois par l'ingénieur allemand Erwin Marx en 1923. Largement utilisé pour simuler les effets de la foudre lors des tests d'équipements de haute tension et d'aviation, on en trouve également dans la Z machine des laboratoires Sandia, où 36 générateurs de Marx sont utilisés dans le processus de production des rayons X.

## Générateur de choc à un étage

Générateur de Marx à un étage

Avant de présenter le générateur de Marx à proprement parler, il convient de présenter le générateur de choc - son nom le plus courant -  à un étage duquel il est dérivé.
Le montage, présenté ci-contre, fonctionne de la manière suivante  :
- Le condensateur C1 se charge par l'intermédiaire de la source en tension alternative, en pratique un transformateur, associée à la diode D qui empêche la décharge du condensateur quand la tension alternative est négative. La résistance Ra limite la vitesse de charge; sa constante de temps est égale à Ra x C1.
- Lorsque la tension disruptive, V0, de l'éclateur E est atteinte, un arc électrique apparaît entre ses deux électrodes. C1 se décharge brusquement et charge le condensateur C2 à travers la résistance de front R1. R2 étant plus grande que R1, son effet est limité au début de la décharge. Plus le condensateur C2 est chargé, plus le courant traversant R2 est important.

L'énergie contenue dans la capacité C1 avant l'amorçage de l'éclateur vaut:
{\displaystyle W={\frac {1}{2}}\cdot C_{1}\cdot V_{0}^{2}}
Lors de la décharge, le système peut être modélisé à l'aide d'une équation différentielle d'ordre deux. En la résolvant, et en considérant que R1 x C2 est négligeable devant R2 x C1, on trouve que la tension v(t) vaut :
{\displaystyle V(t)={\frac {V_{0}}{R_{1}C_{2}}}\cdot {\frac {\tau _{1}\tau _{2}}{\tau _{2}-\tau _{1}}}(e^{-{\frac {t}{\tau _{2}}}}-e^{-{\frac {t}{\tau _{1}}}})}
Où
{\displaystyle \tau _{1}={\frac {R_{1}R_{2}}{R_{1}+R_{2}}}\cdot {\frac {C_{1}C_{2}}{C_{1}+C_{2}}}}
Et
{\displaystyle \tau _{2}=(R_{1}+R_{2})(C_{1}+C_{2})}
La tension maximale obtenue vaut :
{\displaystyle V_{max}=V_{0}\cdot {\frac {R_{2}}{R_{1}+R_{2}}}\cdot {\frac {C_{1}}{C_{1}+C_{2}}}}
Dans la littérature, le rapport {\displaystyle {\frac {V_{max}}{V_{0}}}} est noté {\displaystyle \eta },.
On peut également montrer que le temps de montée de la tension est proportionnel à {\displaystyle \tau _{1}}, tandis que le temps de mi-valeur est proportionnel à {\displaystyle \tau _{2}}.
Un montage alternatif où l'ordre des résistances R1 et R2 est inversé existe. Ses caractéristiques sont similaires. En pratique les deux circuits sont en usage.
Pour augmenter la tension maximale, il faut augmenter V0. Il faut donc écarter les électrodes de l'éclateur. À partir d'un certain point, l'amorçage de l'arc n'est plus spontané. Un dispositif supplémentaire est nécessaire. Voir la partie dédiée,.

## Générateur de Marx
Les éléments d'un générateur de chocs à un étage étant limités en charge, la tension maximale que peut produire un tel générateur est comprise entre 100 et 300 kV. Un générateur à plusieurs étages, dit de Marx, permet de contourner le problème. L'idée est que les n capacités sont branchées en parallèle et chargent donc simultanément. Leur tension nominale est égale à V0 comme pour un générateur à un étage, il ne faut donc pas les surdimensionner. Au moment du déclenchement des éclateurs les capacités sont connectés en série : la tension est donc égale à la somme de leurs tensions : n x V0:
- Dans un premier temps, on charge en parallèle plusieurs condensateurs à une tension donnée VC.

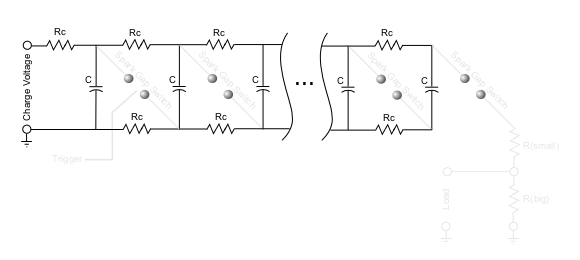
Phase de charge du générateur de Marx

- Dans un deuxième temps, on décharge en série tous les condensateurs par l'intermédiaire d'éclateurs (notés spark switches sur le schéma).

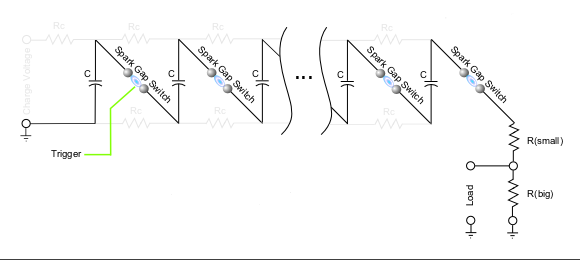
Phase de décharge du générateur de Marx

### Paramètres
En reprenant les notations du générateur de choc à un étage et en ajoutant de « ' » pour les éléments de chaque étage, les paramètres d'un générateur de Marx à n étages sont :
{\displaystyle C_{1}={\frac {C_{1}'}{n}}}
{\displaystyle C_{2}=C_{P}+C_{D}}, où CP est la capacité de l'appareil testé et CD la capacité du diviseur de tension qui mesure cette dernière.
{\displaystyle R_{1}=n\cdot R_{1}'+R_{f}+R_{D}} où Rf est la résistance du fil reliant le générateur à l'appareil testé et RD la résistance du diviseur de tension.
{\displaystyle R_{2}=n\cdot R_{2}'}.

### Dispositifs de déclenchement

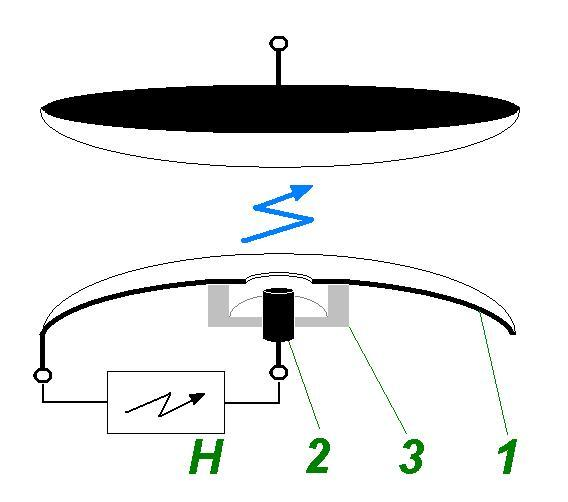
Exemple de dispositif de déclenchement

Lorsqu'un minutage précis de génération de l'impulsion électrique n'est pas requis, on peut laisser le premier commutateur se déclencher spontanément lors de la charge. Toutefois l'encrassement des éclateurs peut provoquer des déclenchements intempestifs. La tension de sortie n'est alors pas constante,.
L'éclateur le plus proche de l'alimentation en tension alternative, donc généralement en bas, est cependant généralement équipé d'un dispositif d'amorçage pour pouvoir commander le déclenchement de la décharge. L'éclateur du second étage voit alors théoriquement une tension de 2V0 à ses bornes ce qui le fait déclencher quasiment instantanément. En fait, les éclateurs possèdent une capacité parasite qui limite la montée en tension. Les éclateurs des étages suivant le premier ne doivent donc pas avoir un écartement beaucoup plus grand que celui du premier sous peine de ne pas s'amorcer. L'étude du phénomène en détail est complexe.
Afin de minimiser ce léger décalage entre les étages, les électrodes peuvent être dopées avec des isotopes radioactifs comme le césium 137 ou le nickel 63[réf. souhaitée], et en disposant les éclateurs de telle sorte que la lumière ultraviolette provenant d'un commutateur amorcé illumine les commutateurs ouverts restants. Cette lumière ultraviolette ionise l'air et fournit donc des électrons libres pour que l'arc s'amorce instantanément. Sur les plus gros générateurs, les deux premiers étages disposent généralement de dispositifs de déclenchement,.
Divers procédés techniques permettent un déclenchement commandé, notamment :
- la réduction mécanique de l'intervalle entre les électrodes
- la transmission de l'impulsion d'un commutateur à l'autre par un réseau de résistances/condensateurs
- l'irradiation par un faisceau laser
- la réduction de la pression de l'air dans l'intervalle entre électrodes. Dans ce cas, un cylindre entoure l'ensemble des éclateurs pour pouvoir régler la pression. Un autre gaz que l'air peut aussi être utilisé[2].

### Construction
Le choix des condensateurs est particulièrement important pour les générateurs de Marx. Ils sont souvent réalisés à base de papier imprégné d'huile. Leur inductance parasite est alors faible. L'huile minérale est parfois remplacée par d'autres fluides afin d'améliorer la permittivité diélectrique et la capacité. Les condensateurs sont assemblés de manière modulaire.
Les résistances en matériaux composites ou liquides n'ayant pas une valeur très stable, des résistances bobinées non inductives sont en général utilisées.
Les éclateurs sont généralement montés en position horizontale. Le générateur dispose d'un dispositif de mise à la terre des capacités afin de les décharger.
Dans certains cas spéciaux, le générateur peut être complètement isolé au moyen d'huile minérale ou de gaz sous pression dans le but de réduire ses dimensions.

## Histoire
Il est décrit pour la première fois par l'ingénieur allemand Erwin Marx en 1923. Il travaille alors au laboratoire d'essais de Hermsdorf-Schomburg-Isolatoren GmbH, un fabricant d'isolateurs.
À partir de 1937, un accélérateur de particule du laboratoire Ampère d'Ivry dispose d'un générateur de Marx en 20 étages de 3 MV, haut de 18 m.
Historiquement, des condensateurs contenus dans des isolateurs en céramique étaient utilisés. Cela permet de les placer verticalement, servant de structure. Le défaut de cette configuration tient au difficile remplacement des condensateurs en panne, elle n'est donc plus d'actualité.

## Applications
Les générateurs de Marx sont utilisés principalement afin de tester du matériel électrique haute tension. Ils permettent de simuler l'effet de la foudre tombant sur les lignes électriques, ainsi que celui de l'ouverture d'appareillages à haute tension dans le réseau.
Ils sont également utilisés en physique nucléaire. Ils permettent par exemple d'alimenter des lasers de très grande puissance utilisant l'effet Pockels. Ils peuvent aussi servir à créer du plasma. Ils permettent aussi d'alimenter des magnétrons à impulsions.
On en trouve dans la Z machine des laboratoires Sandia, où 36 générateurs de Marx sont utilisés dans le processus de production des rayons X.

## Fabricants
- Haefely, qui a fusionné avec Hipotronics, un autre fabricant.
- Hi-Volt
- High Voltage Test Systems (HVTS). Société française implantée à Mulhouse (Haut-Rhin) depuis 1995. Création en 2016 du dernier générateur de choc TYPE SGK.

## Illustrations

### Aurora Pulsed Radiation Simulator(Laboratoire de recherche de l'U.S. Army; Building N°500, Adelphi)

Le Bâtiment du simulateur Aurora
Vue du nord-ouest de l'intérieur du Générateur de Marx Aurora (chambre de droite)
Vue du tube Blumlein de la cellule d'essai du Générateur Aurora
Vue du Sud-est (fin fu tube Blumlein)
Vue du sud-est de la chambre de test